# آيت ودار (تافراوت المولود)
آيت ودار هو دُوَّار يقع بجماعة تفراوت المولود، إقليم تيزنيت، جهة سوس ماسة في المملكة المغربية. ينتمي الدوّار لمشيخة تافراوت المولود التي تضم 42 دوار. يقدر عدد سكانه بـ 99 نسمة حسب الإحصاء الرسمي للسكان والسكنى لسنة 2004.

## وصلات خارجية
- البوابة الوطنية للجماعات الترابية
- المندوبية السامية للتخطيط